# Puzon
Puzon (wł. trombone, skrót: tbn. lub trbn.) – instrument dęty blaszany z grupy aerofonów ustnikowych lub językowy głos organowy (najczęściej szesnastostopowy) umieszczany w sekcji puzonu, o silnie korzennej barwie i średnim brzmieniu. Do grupy aerofonów ustnikowych należą także: róg (waltornia), trąbka, tuba i wiele innych.

## Historia powstania

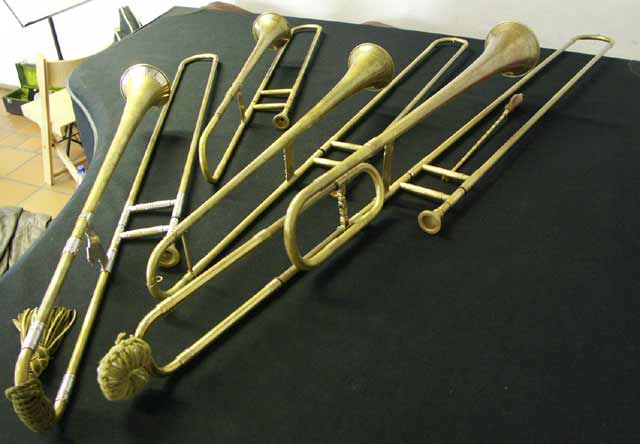
Cztery puzony barokowe (od lewej): tenorowy, altowy, tenorowy i basowy.

Puzon, należący do  grupy instrumentów dętych blaszanych, najbardziej spokrewniony jest z rodziną trąbek, z której wyodrębnił się około XIII wieku, kiedy proste dotychczas trąbki zaczęto budować w kształcie litery S. Trąbki, wydłużając się coraz bardziej, przybrały nową postać: środkowy odcinek rury stał się prosty, a części zakrzywione przybrały w stosunku do niego położenie równoległe. Na tym etapie puzon wykształcił się jako największa rozmiarami trąbka. Postać, z której wywodzą się bezpośrednio instrumenty współczesne, otrzymał najprawdopodobniej w XV wieku, choć te dawniejsze (renesansowe i barokowe) miały inną menzurę, a więc i brzmienie. Pierwszy zachowany egzemplarz tego instrumentu jest przechowywany w Germanisches Nationalmuseum. Pochodzi z roku 1551 i został wykonany przez Erasmusa Schnitzera. Około 1820 pojawiła się wersja zaworowa.

## Rodzaje puzonów
W XVI wieku powstała cała rodzina puzonów, która obejmuje instrumenty różnej wielkości, odpowiadające rejestrom głosu ludzkiego: puzon dyszkantowy B, altowy F i Es, tenorowy B, basowy F i kontrabasowy B. Wkrótce jednak puzon dyszkantowy wyszedł z użycia, a po nim także puzon kontrabasowy, puzon basowy zaś z czasem zastąpiono tenorowym z większą menzurą. W późniejszym okresie wprowadzono w budowie puzonu kilka ulepszeń. Najważniejszym z nich było zastosowanie w XIX wieku wentyla kwartowego (urządzenia pozwalającego na obniżenie skali dźwięków o kwartę), co ostatecznie zlikwidowało potrzebę budowania kilku wielkości tego instrumentu. Do czasu wynalezienia wentyla kwartowego basowe partie wykonywano na puzonie F. Instrument ten był niewygodny w użyciu, zwłaszcza przy wykonywaniu utworów wymagających sprawności technicznej, gdyż miał przedłużony suwak z dorobioną rączką, która przeszkadzała w szybkiej zmianie pozycji.
Puzon występuje w licznych odmianach:

### Puzon suwakowy

Suwakowy puzon tenorowy
1. Krąglik do strojenia; 2. ustnik; 3. czara; 4. zawór do usuwania skroplin; 5. główny suwak; 6. drugi uchwyt suwaka; 7. pierwszy uchwyt suwaka; 8. pierścień do skręcenia instrumentu

W puzonie suwakowym zmiana długości instrumentu odbywa się za pośrednictwem teleskopowego elementu - rury w kształcie litery U (suwaka) połączonej przesuwnie z główną częścią instrumentu. Luz pomiędzy dwiema rurami tworzącymi teleskop jest na tyle mały, by utrzymać odpowiednie ciśnienie wewnątrz instrumentu, lecz zarazem na tyle duży, by umożliwić swobodne przesuwanie się rur względem siebie. Materiał, z jakiego wykonywane są trące elementy, jest tak dobrany, by zminimalizować siły tarcia. Zwykle są to stopy niklu. W nowoczesnych instrumentach trące elementy mogą być pokryte tworzywem sztucznym, np. teflonem. Dla każdego położenia instrumentalista może grać dźwięki z szeregu harmonicznego. Całkowity suw suwaka dobierany jest tak, by zapewnić interwał pomiędzy drugą a trzecią składową harmoniczną pomiędzy skrajnymi położeniami. W przypadku puzonu tenorowego jest to B do E, czyli siedem interwałów półtonowych. W związku z tym suwak przejmuje siedem standardowych pozycji, wliczając w to dwie skrajne. Są one rozłożone nieliniowo na długości suwaka. I tak odległość pomiędzy pierwszą a drugą pozycją wynosi ok. 8 cm, a pomiędzy szóstą a siódmą około 12 cm. Całkowita długość puzonu tenorowego wynosi ok. 2,74 m. Nowoczesne puzony posiadają dodatkowy zawór rotacyjny sterowany kciukiem lewej ręki (zakładając, że prawa operuje suwakiem) dołączający dodatkowy kanał o długości około 91,4 cm zwiększający całkowitą długość instrumentu do ok. 3,66 m obniżając zarazem strój instrumentu do f. Taki właśnie puzon oznaczany symbolem 12'B/F (długość w stopach i dwa stroje) stał się współczesnym standardem puzonu suwakowego wypierając inne wymienione powyżej. Mimo że jest to praktycznie jedyny używany współcześnie standard, ciągle często nazywany jest puzonem tenorowym.
W partyturach z XVIII i XIX wieku występują jeszcze trzy rodzaje puzonów: altowy, tenorowy i basowy. I i II głos partii puzonowych pisany jest w kluczu wiolinowym, altowym, tenorowym lub basowym, III głos - w basowym.
Obecnie w użyciu są trzy rodzaje puzonów: altowy, tenorowy i tenorowo-basowy z wentylem kwartowym - wszystkie są nietransponujące (in C), choć posiadają różne tony podstawowe, podobnie jak tuba.
Polska nazwa puzon pochodzi od niemieckiego Posaune, a ta z kolei wywodzi się z nazwy archaicznego włoskiego instrumentu Buisine. W angielskim Trombone wywodzi się bezpośrednio z włoskiego trombone, co oznacza „wielka trąba”.

#### Puzon sopranowy
Puzon sopranowy jest w stroju B wysokim lub C znany jako sopran (dyszkant) puzon. Często nazywany również trąbką suwakową, ze względu na podobieństwa w zadęciu, skali i wielkości. Nie był nigdy wykorzystywany w orkiestrach i solówkach, ale używano go, wraz z pozostałymi, do wykonywania chorałów kościelnych w każde święto. Został wyparty w XVIII wieku przez puzon tenorowy, wraz z ulepszeniem technik gry na tym instrumencie.

#### Puzon altowy
Dawny puzon altowy był w stroju F lub Es. Czara tego puzonu miała ok. 170–180 mm średnicy, a menzura ok. 12 mm. Obecnie używa się w dużych orkiestrach symfonicznych instrumentów w stroju Es, do wykonywania partii orkiestrowych napisanych na ten instrument. Do obowiązków pierwszego puzonisty (principal trombone) wielkiej orkiestry symfonicznej należy umiejętność gry na puzonie altowym za dodatkowym wynagrodzeniem.

#### Puzon tenorowo-basowy
Puzon tenorowy z dodatkowym zaworem, obniżającym dźwięk o kwartę (tzw. kwartwentylem). Ten typ puzonu wyparł wszystkie inne ówczesne puzony przez swoją uniwersalność, stosunkowo małe rozmiary i możliwość grania w większości przydatnych rejestrów.

#### Puzon tenorowy
W stroju B, puzon ten nazywany był również tuba minor. Skala E do f².

#### Puzon basowy
Zwany puzonem wspaniałym, puzonem majorowym lub tubą major. Występował w stroju F (puzon kwartowy) lub stroju Es (puzon kwintowy).

#### Puzon doppio
Puzon podwójny, w stroju B niskim. Inne jego nazwy to puzon oktawowy, kontrapuzon lub tuba maxima.

### Puzon wentylowy
Instrument wynaleziono w 1820, niewiele lat po wyprodukowaniu pierwszej trąbki wentylowej. Zastosowano w nim trzy zawory (jak w trąbce), dające siedem kombinacji odpowiadających siedmiu położeniom suwaka. Niektóre modele wyposażane były w dodatkowy zawór obniżający strój instrumentu o kwartę. Alternatywną konstrukcją był sześciozaworowy puzon Saxa, w którym każdy zawór odpowiadał jednemu położeniu suwaka, przy czym wszystkich sześć w położeniu neutralnym odpowiadały położeniu siódmego suwaka. Puzon wentylowy dzięki brakowi suwaka, stał się instrumentem nieco mniejszym, co ułatwiło jego wykorzystanie w praktyce muzycznej. Powstały także wersje przeznaczone specjalnie dla orkiestr marszowych oraz konnych – wersja pionowa i cylindryczna. W porównaniu z puzonem suwakowym, puzon wentylowy miał pewne zalety – większą zwartość oraz możliwość gry w żywszych tempach. Wadą był natomiast brak możliwości gry glissando. W XIX wieku puzony wentylowe używane były w składach orkiestrowych obok suwakowych. Współcześnie jednak używa się ich sporadycznie.

## Dzieła z wykorzystaniem puzonu
Puzon jako instrument solowy używany był już na przełomie XVI i XVII w. W tym okresie powstało wiele wirtuozowskich utworów solowych i kameralnych z partią puzonu, pisano też utwory na zespoły składające się z puzonów, w których najwyższą partię często grały cynki.
Do znanych dzieł klasycznych z wykorzystaniem puzonu należą:
- Wolfgang Amadeus Mozart – Requiem – solo w Tuba Mirum;
- Hector Berlioz – Requiem – w Hostias oraz Symphonie funebre et triomphale;
- Richard Wagner – uwertura do opery Tannhäuser;
- Gustav Mahler – Symfonia Nr 3;
- Ferenc Liszt – I część Symfonii Faustowskiej;
- Nikołaj Rimski-Korsakow – Koncert na puzon i fortepian B-dur;
- Darius Milhaud – Concertino d'hiver na puzon i orkiestrę ;

oraz tacy kompozytorzy współcześni jak Luciano Berio, Paul Hindemith, Iannis Xenakis, Ernest Bloch i inni.